# Monomorium indicum
Monomorium indicum är en myrart som beskrevs av Auguste-Henri Forel 1902. Monomorium indicum ingår i släktet Monomorium och familjen myror.

## Underarter
Arten delas in i följande underarter:
- M. i. indicum
- M. i. kusnezowi

## Bildgalleri

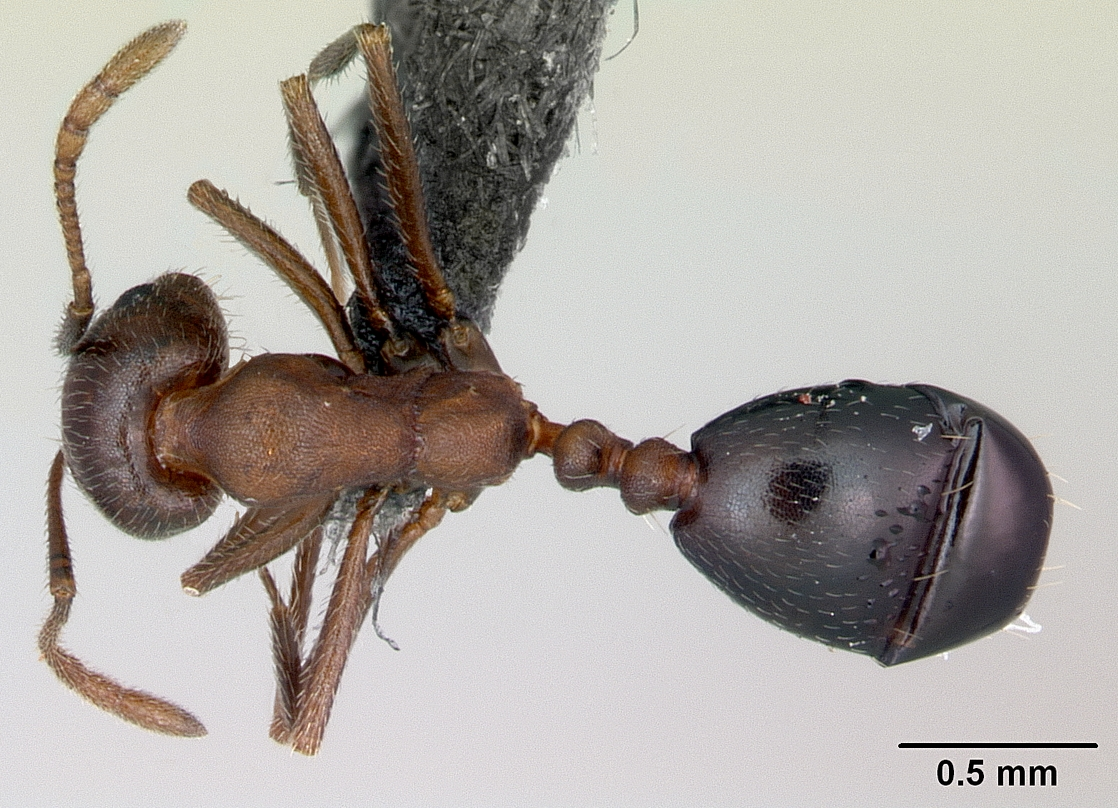
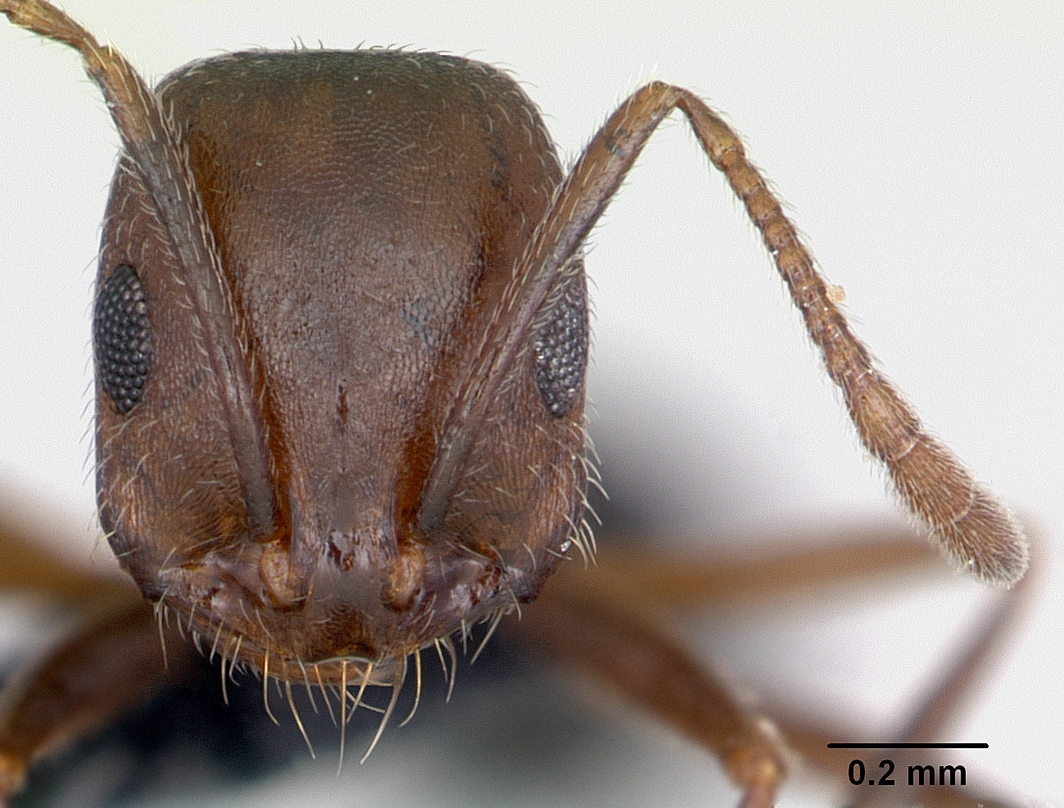
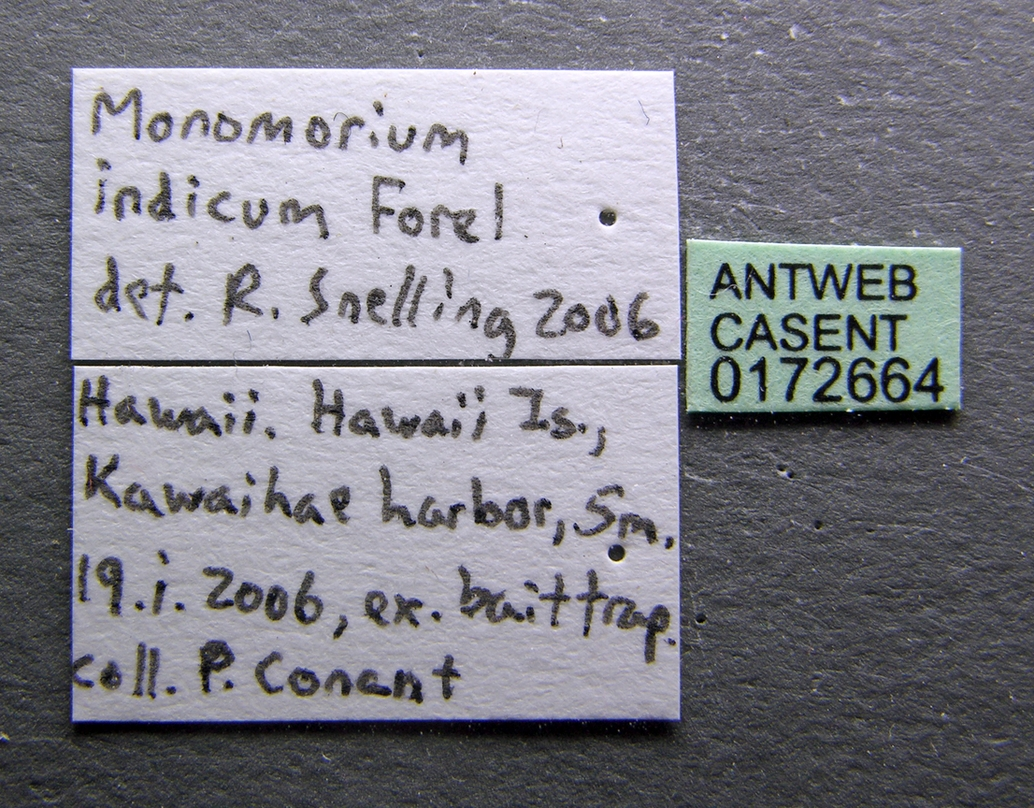
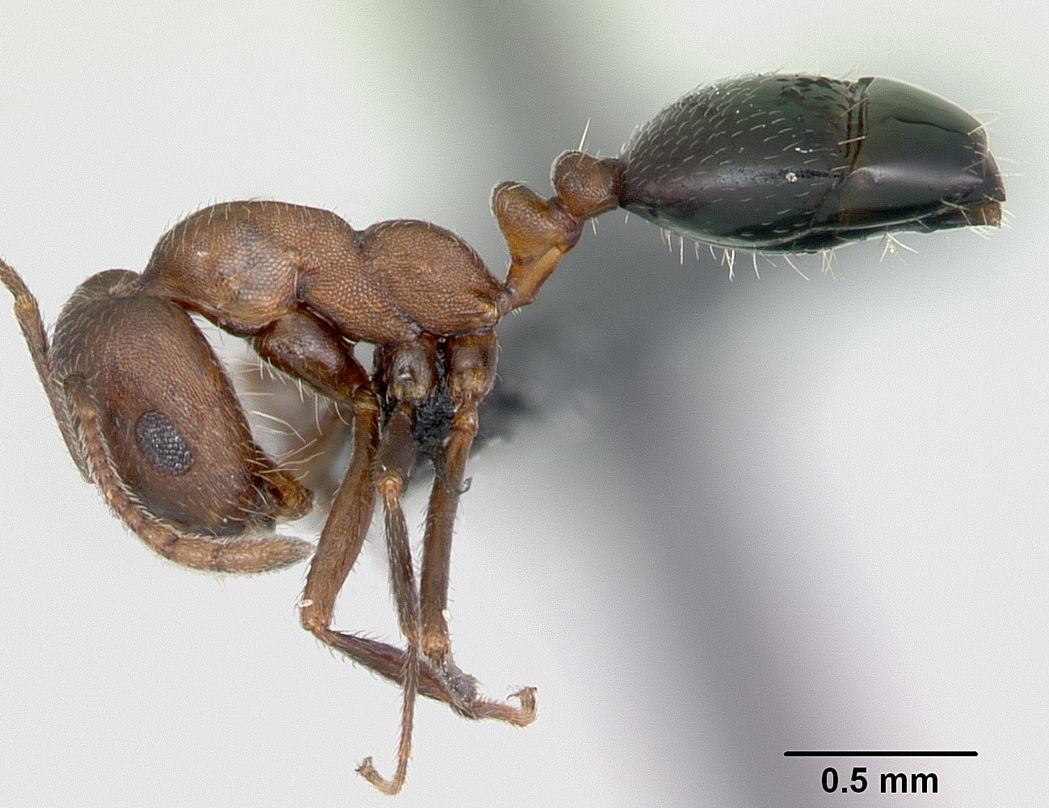